# Aluron CMC Warta Zawiercie
O Warta Zawiercie, também conhecido como Aluron CMC Warta Zawiercie por questões de patrocínio, é um clube de voleibol masculino polonês da cidade de Zawiercie, da voivodia de Silésia. Atualmente o clube disputa a PlusLiga, a primeira divisão do campeonato polonês.

## Histórico
Em 1972, a seção de voleibol do Warta Zawiercie foi fundada. Em 1974, os jogadores de voleibol do clube foram promovidos à liga distrital. Um ano depois, o Warta foi rebaixado da liga regional e foi promovido novamente em 1976. No final da temporada 1994–95, por problemas financeiros, a equipe foi retirada da II Liga, sendo substituída pelo TKKF Stadion Este. A nova equipe foi nomeada TKKF Zawiercie e em 1997 foi dissolvida.
Em 2011, por iniciativa do presidente da Aluron Systemy Aluminiowe, Kryspin Baran, a equipe de voleibol do Warta Zawiercie foi reativada. Em abril de 2013, o clube assinou um acordo com o KS Spodek Katowice, segundo o qual Warta assumiu os jogadores do Spodek e uma vaga na II Liga. Na temporada 2013–14, o clube foi promovido ao torneio final da II Liga. No subgrupo B, o clube venceu o Caro Rzeczyca (3–0) e Victoria Wałbrzych (3–2), e na final venceu por 3–1 o Karpaty Krosno e foi promovido à I Liga.
Na temporada 2016–17, disputando o título da I Liga, derrotou o AZS Częstochowa nos playoffs com três vitórias e, no último jogo venceu o AZS Częstochowa por 3–0, garantindo vaga na PlusLiga na temporada seguinte.
Em sua temporada de estreia na primeira divisão polonesa, o clube terminou a fase classficatória na 10ª colocação. Disputando o 9º lugar na classificação geral contra o Czarni Radom, venceu a primeira partida por 3–1. No jogo de volta, a equipe de Zawiercie foi derrotada por 3–0, forçando o golden set, onde foi superior fechando a partida por 15–12.
Na temporada seguinte, o clube teve uma melhora em seu desempenho na fase classificatória e terminou a mesma na quarta posição, avançando para as quartas de final. Após passar pelo Czarni Radom na fase das quartas de final, a equipe foi superada pelo ZAKSA Kędzierzyn-Koźle nas semifinais, fechando a série em 2–1. Na disputa pelo terceiro lugar, foi derrota pelo Jastrzębski Węgiel após três derrotas consecutivas e terminou o campeonato na quarta colocação geral, se classificando para a Taça Challenge da temporada posterior.
No início da temporada 2019–20, a empresa siderurgica CMC Zawiercie tornou-se a nova patrocinadora principal do clube. Portanto, o nome foi alterado para Aluron Virtu CMC Zawiercie. Assim, pela primeira vez na história do clube, o nome "Warta" não apareceu em seu nome. Na mesma temporada, estreou em competições continente, onde foi eliminado nas oitavas de final pelo turco Spor Toto SC Ankara por 15–13 no golden set. No final da temporada, o clube anunciou o fim da cooperação de 6 anos com a Virtu (empresa polonesa do ramo alimentício).
Na temporada 2021–22, o clube novamente termina a fase classificatória do campeonato polonês na quarta colocação, avançando assim, para as quartas de final. Após ser eliminado novamente nas semifinais pelo ZAKSA Kędzierzyn-Koźle, a equipe verde-amarela conquista a inédita medalha de bronze do campeonato ao vencer o PGE Skra Bełchatów por 3–1 no agregado na disputa pelo terceiro lugar.

## Títulos
Campeonato Polonês
- Vice-campeão: 2023–24
- Terceiro lugar: 2021–22

 Copa da Polônia
- Campeão: 2023–24

 Supercopa Polonesa
- Campeão: 2024

 Campeonato Polonês - I Liga
- Campeão: 2016–17

## Elenco atual
Elenco da temporada 2023–24:
| Camisa                    | Nome                | Altura (m) | Posição    |
| ------------------------- | ------------------- | ---------- | ---------- |
| 2                         | Bartosz Kwolek      | 1,93       | Ponteiro   |
| 4                         | Luke Perry          | 1,80       | Líbero     |
| 5                         | Miłosz Zniszczoł    | 2,00       | Central    |
| 6                         | Mariusz Schamlewski | 1,99       | Central    |
| 7                         | Szymon Gregorowicz  | 1,83       | Líbero     |
| 8                         | Tomasz Kalembka     | 2,02       | Central    |
| 9                         | Daniel Gąsior       | 2,00       | Oposto     |
| 10                        | Thibault Rossard    | 1,93       | Ponteiro   |
| 13                        | Samuel Cooper       | 1,98       | Ponteiro   |
| 15                        | Miguel Tavares      | 1,92       | Levantador |
| 17                        | Trévor Clévenot     | 1,99       | Ponteiro   |
| 18                        | Michał Kozłowski    | 1,91       | Levantador |
| 20                        | Mateusz Bieniek     | 2,08       | Central    |
| 21                        | Karol Butryn        | 1,96       | Oposto     |
| 93                        | Michał Szalacha     | 2,02       | Central    |
| 99                        | Patryk Łaba         | 1,88       | Ponteiro   |
| Técnico: Michał Winiarski |                     |            |            |